# Danh sách kim tự tháp Ai Cập
Dưới đây là danh sách những kim tự tháp quan trọng của Ai Cập. Nhiều trong số đó đã bị hủy hoại, hoặc chưa hoàn thành, nên không thể xác định được kích thước ban đầu.
| Pharaon                                 | Tên cổ xưa                                                     | Tên hiện tại                    | Vương triều        | Vị trí          | Chiều cao (m) | Hình ảnh |
| --------------------------------------- | -------------------------------------------------------------- | ------------------------------- | ------------------ | --------------- | ------------- | -------- |
| Djoser                                  |                                                                | Kim tự tháp Djoser              | Vương triều thứ 3  | Saqqara         | 62 m          |          |
| Sekhemkhet                              |                                                                | Kim tự tháp Sekhemkhet          | Vương triều thứ 3  | Saqqara         | 8 m           |          |
| Khaba ?                                 |                                                                | Kim tự tháp Layer               | Vương triều thứ 3  | Zawyet el'Aryan | 17 m          |          |
| Sneferu ?                               |                                                                | Kim tự tháp Meidum              | Vương triều thứ 4  | Meidum          | 65 m          |          |
| Sneferu                                 | Snefru tỏa sáng ở phương nam                                   | Kim tự tháp Bent                | Vương triều thứ 4  | Dahshur         | 104 m         |          |
| Sneferu                                 | Snefru tỏa sáng ở phương bắc                                   | Kim tự tháp Đỏ                  | Vương triều thứ 4  | Dahshur         | 105 m         |          |
| Khufu                                   | Đường chân trời của Khufu                                      | Kim tự tháp Kheops              | Vương triều thứ 4  | Giza            | 138,8 m       |          |
| Djedefre                                | Bầu trời đầy sao của Djedefre                                  | Kim tự tháp Djedefre            | Vương triều thứ 4  | Giza            | 12 m          |          |
| Bikheris ?                              |                                                                | Kim tự tháp Bắc Zawyet El Aryan | Vương triều thứ 4  | Zawyet el'Aryan |               |          |
| Khafre                                  | Khafra vĩ đại                                                  | Kim tự tháp Khafre              | Vương triều thứ 4  | Giza            | 136,4 m       |          |
| Khentkaus I                             |                                                                | Kim tự tháp Khentkaus I         | Vương triều thứ 4  | Giza            | 17 m          |          |
| Menkaure                                | Menkaure thiêng liêng                                          | Kim tự tháp Menkaure            | Vương triều thứ 4  | Giza            | 65 m          |          |
| Shepseskaf                              | Menkaure thiêng liêng                                          | Mastaba al-Fir’aun              | Vương triều thứ 4  | Saqqara         | 18 m          |          |
| Userkaf                                 | Nơi thanh khiết của Userkaf                                    | Kim tự tháp Userkaf             | Vương triều thứ 5  | Saqqara         | 73 m          |          |
| Sahure                                  | Sự tái sinh của linh hồn Ba của Sahure                         | Kim tự tháp Sahure              | Vương triều thứ 5  | Abusir          | 78,75 m       |          |
| Neferirkare Kakai                       | Linh hồn Ba của Neferirkare                                    | Kim tự tháp Neferirkare         | Vương triều thứ 5  | Abusir          | 40 m          |          |
| Khentkaus II                            |                                                                | Kim tự tháp Khentkaus II        | Vương triều thứ 5  | Abusir          | 4 m           |          |
| Neferefre                               | Uy quyền thiêng liêng của Neferefre                            | Kim tự tháp Neferefre           | Vương triều thứ 5  | Abusir          | 7 m           |          |
| Nyuserre Ini                            | Nơi ở vĩnh hằng của Nyuserre                                   | Kim tự tháp Nyuserre            | Vương triều thứ 5  | Abusir          | 52 m          |          |
| Reptynub ? (Vương hậu của Nyuserre Ini) |                                                                | Kim tự tháp Lepsius XXIV        | Vương triều thứ 5  | Abusir          | 31,5 m        |          |
| không rõ                                | Kim tự tháp Đôi                                                | Kim tự tháp Lepsius XXV         | Vương triều thứ 5  | Abusir          | 6 m           |          |
| Menkauhor Kaiu                          | Nơi linh thiêng của Menkauhour                                 | Kim tự tháp Cụt đầu             | Vương triều thứ 5  | Saqqara         |               |          |
| Djedkare Isesi                          | Djedkare đẹp đẽ                                                | Kim tự tháp Djedkare Isesi      | Vương triều thứ 5  | Saqqara         | 52,5 m.       |          |
| Unas                                    | Nơi ở đẹp đẽ của Unas                                          | Kim tự tháp Unas                | Vương triều thứ 5  | Saqqara         | 43 m          |          |
| Teti                                    | Nơi ở vĩnh hằng của Teti                                       | Kim tự tháp Teti                | Vương triều thứ 6  | Saqqara         | 52,5 m        |          |
| Pepi I                                  | Vẻ đẹp trường tồn của Pepi                                     | Kim tự tháp Pepi I              | Vương triều thứ 6  | Saqqara         | 12 m          |          |
| Merenre                                 | Vẻ đẹp sáng ngời của Merenre Sự xuất hiện hoàn hảo của Merenre | Kim tự tháp Merenre             | Vương triều thứ 6  | Saqqara         | 52,5 m        |          |
| Pepi II                                 | Cuộc sống vĩnh hằng của Pepi                                   | Kim tự tháp Pepi II             | Vương triều thứ 6  | Saqqara         | 52,5 m        |          |
| Qakare Ibi                              |                                                                | Kim tự tháp Qakare Ibi          | Vương triều 7/8    | Saqqara         | 3 m           |          |
| Khui                                    |                                                                | Kim tự tháp Khui                | Vương triều 7/8    | Dara            | 4 m           |          |
| Amenemhat I                             | Nơi mà Amenemhet xuất hiện                                     | Kim tự tháp Amenemhat I         | Vương triều thứ 12 | Lisht           | 20 m          |          |
| Senusret I                              | Senusret trông ra hai vùng đất                                 | Kim tự tháp Senusret I          | Vương triều thứ 12 | Lisht           | 61,25 m       |          |
| Amenemhat II                            | Được ban cho Amenemhat                                         | Kim tự tháp Trắng               | Vương triều thứ 12 | Dahshur         |               |          |
| Senusret II                             | Senusret tỏa sáng                                              | Kim tự tháp Senusret II         | Vương triều thứ 12 | Faiyum          | 48 m          |          |
| Senusret III                            |                                                                | Kim tự tháp Senusret III        | Vương triều thứ 12 | Dahshur         | 78 m          |          |
| Amenemhat III                           | Amenemhet hùng mạnh                                            | Kim tự tháp Đen                 | Vương triều thứ 12 | Dahshur         | 75 m          |          |
| Amenemhat III                           | Cuộc sống của Amenemhat                                        | Kim tự tháp Hawara              | Vương triều thứ 12 | Hawara          | 58 m          |          |
| Amenemhat IV ?                          |                                                                | Kim tự tháp Nam Mazghuna        | Vương triều thứ 12 | Mazghuna        |               |          |
| Sobekneferu ?                           |                                                                | Kim tự tháp Bắc Mazghuna        | Vương triều thứ 12 | Mazghuna        |               |          |
| Ameny Qemau                             |                                                                | Kim tự tháp Ameny Qemau         | Vương triều thứ 13 | Saqqara         | 35 m          |          |
| Khendjer                                |                                                                | Kim tự tháp Khendjer            | Vương triều thứ 13 | Saqqara         | 1 m           |          |
| không rõ                                |                                                                | Kim tự tháp Nam Saqqara         | Vương triều thứ 13 | Saqqara         |               |          |
| Ahmose I                                |                                                                | Kim tự tháp Ahmose              | Vương triều thứ 18 | Abydos          | 40 m          |          |